# Berkholz-Meyenburg
Berkholz-Meyenburg est une commune allemande du Brandebourg située dans l'arrondissement d'Uckermark au nord-est du pays, proche de la frontière polonaise. Elle comptait 1 279 habitants au 31 décembre 2010. Elle procède de la fusion des deux villages de Berkholz et de Meyenburg.

## Géographie
La commune se situe à l'est de l'Amt Oder-Welse. Elle est délimitée à l'ouest par la commune de Pinnow, au sud-ouest par Schöneberg et à l'est, au nord et au sud par les faubourgs industriels de Schwedt.

## Culture et tourisme
- Église luthérienne-évangélique de Berkholz (1887), construite à l'emplacement de l'ancienne datant du XIIIe siècle.
- Centre commercial "La Fayette".
- Annexe du musée du Louvre.